# Castello di Prudhoe

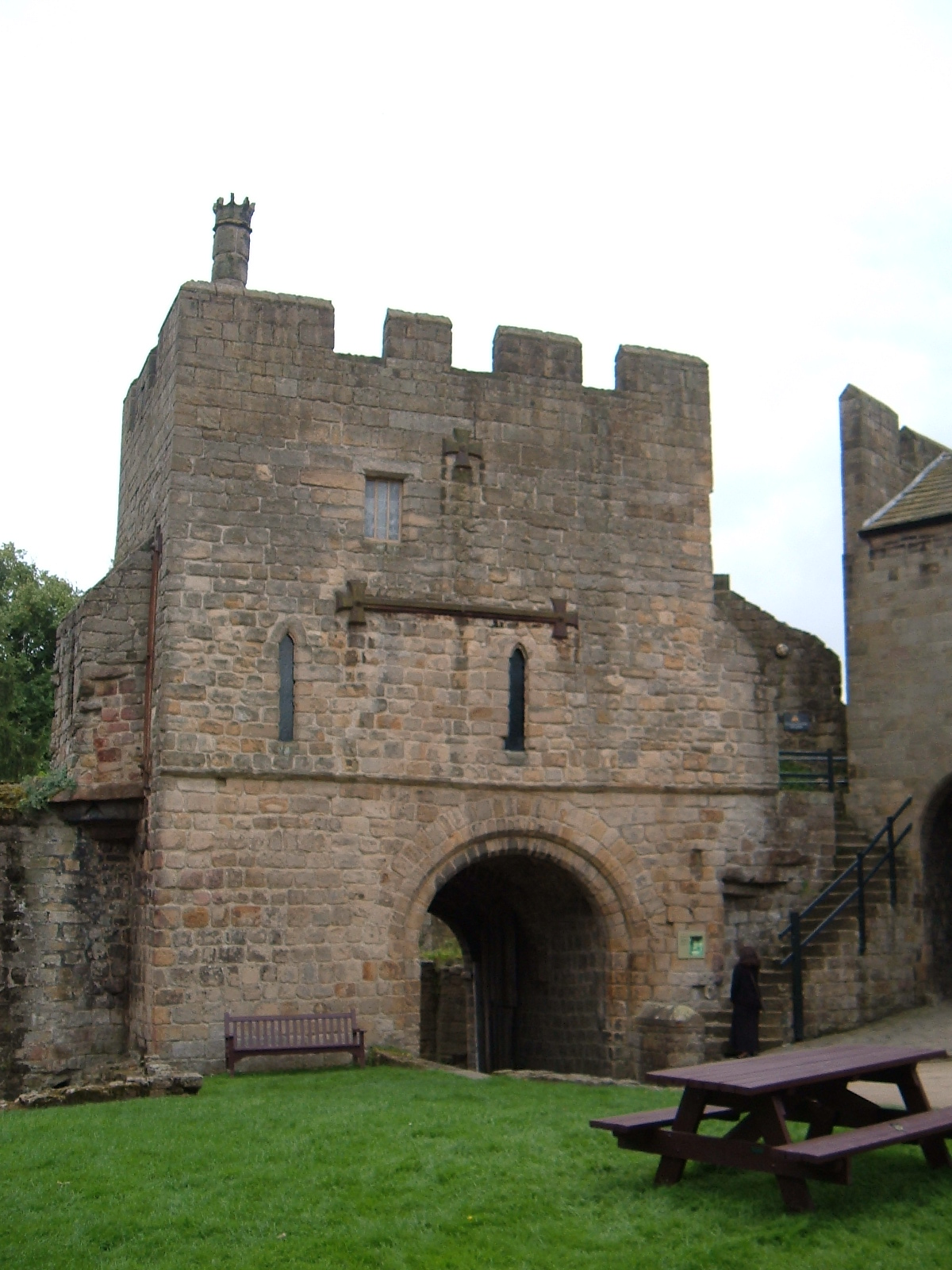
L'ingresso del castello di Prudhoe

Il castello di Prudhoe (in inglese Prudhoe Castle) è un castello fortificato del villaggio inglese di Prudhoe, nella contea del Northumberland (Inghilterra nord-orientale), costruito nel XII secolo per volere della famiglia de Umfraville (o Umfreville) ed ampliato nel XIV secolo e poi rimodellato in epoca vittoriana, ma le cui origini risalgono alla fine dell'XI secolo.  Fu la residenza della famiglia De Umfraville, signori di Prudhoe, e della famiglia Percy, conti e poi duchi del Northumberland.
L'edificio è classificato come castello di primo grado.

## Storia
Le origini del castello risalgono al 1095, poco dopo la conquista normanna dell'Inghilterra, quando venne realizzato in loco un motte e bailey a difesa del corso del fiume Tyne per volere di Robert de Umfraville, appena nominato da re Enrico I signore di Prudhoe.
In seguito, negli anni sessanta del XII secolo, il figlio di Robert, Odinell (o Odinel) de Umfraville, fece sostituire l'edificio originario da un edificio in pietra. Dopo la morte di Odinel, avvenuta nel 1228, la proprietà del castello di Prudhoe passò al figlio di quest'ultimo, Richard de Umfraville e il castello venne poi da questi ereditato dai suoi discendenti, Gilbert e Gilbert II.
Alla fine del XIII secolo, il castello di Prudhoe rappresentò un luogo di detenzione per i prigionieri scozzesi. In seguito, intorno al 1300 vennero aggiunte due torri di guardia.
Nel 1381, con la morte dell'ultimo erede maschio della famiglia De Umfraville, la vedova di quest'ultimo, Matilda de Umfraville andò in sposa a Henry Percy, I conte del Northumberland. In seguito a questo matrimonio, la famiglia Percy assunse il controllo della baronia di Prudhoe e divenne la famiglia nobile più potente dell'Inghilterra settentrionale.
Nel 1398,  i Percy fecero aggingere una nuova grande hall e circa un secolo e mezzo dopo, segnatamente nel 1557, venne intrapresa un'opera di restauro dell'edificio.
Il castello non subì danni nel corso della guerra civile inglese. Poco dopo, venne però abbandonato dalla famiglia Percy, che si trasferì nel vicino castello di Alnwick, cosicché nel XVIII secolo l'edificio si trovava già in stato di rovina.
Tra il 1810 e il 1818, l'edificio venne rimodellato in stile gotico revival su progetto dell'architetto di Newcastle David Stephenson per ospitare William Laws, dipendente del II duca del Northumberland.

## Architettura
L'accesso al castello è rappresentato da una cancellata fortificata risalente a prima della metà del XII secolo.
All'interno della tenuta, si trova un mulino in rovina del XVIII secolo.

## Leggende
Secondo la leggenda, nel castello si aggirerebbe lo spirito di un cavallo bianco.